# Chiesa di Santa Maria Assunta (Santa Maria la Longa)
La chiesa di Santa Maria Assunta è la parrocchiale di Santa Maria la Longa, in provincia e arcidiocesi di Udine; fa parte della forania del Friuli Centrale.

## Storia
La prima citazione di una chiesa a Santa Maria la Longa risale al XIII secolo. Detta chiesetta venne distrutta completamente nel XV secolo dai turchi durante le loro invasioni.
L'attuale parrocchiale risale al Cinquecento e fu ampliata notevolmente tra i secoli XVIII e XIX e, infine, nel 1962.

## Descrizione

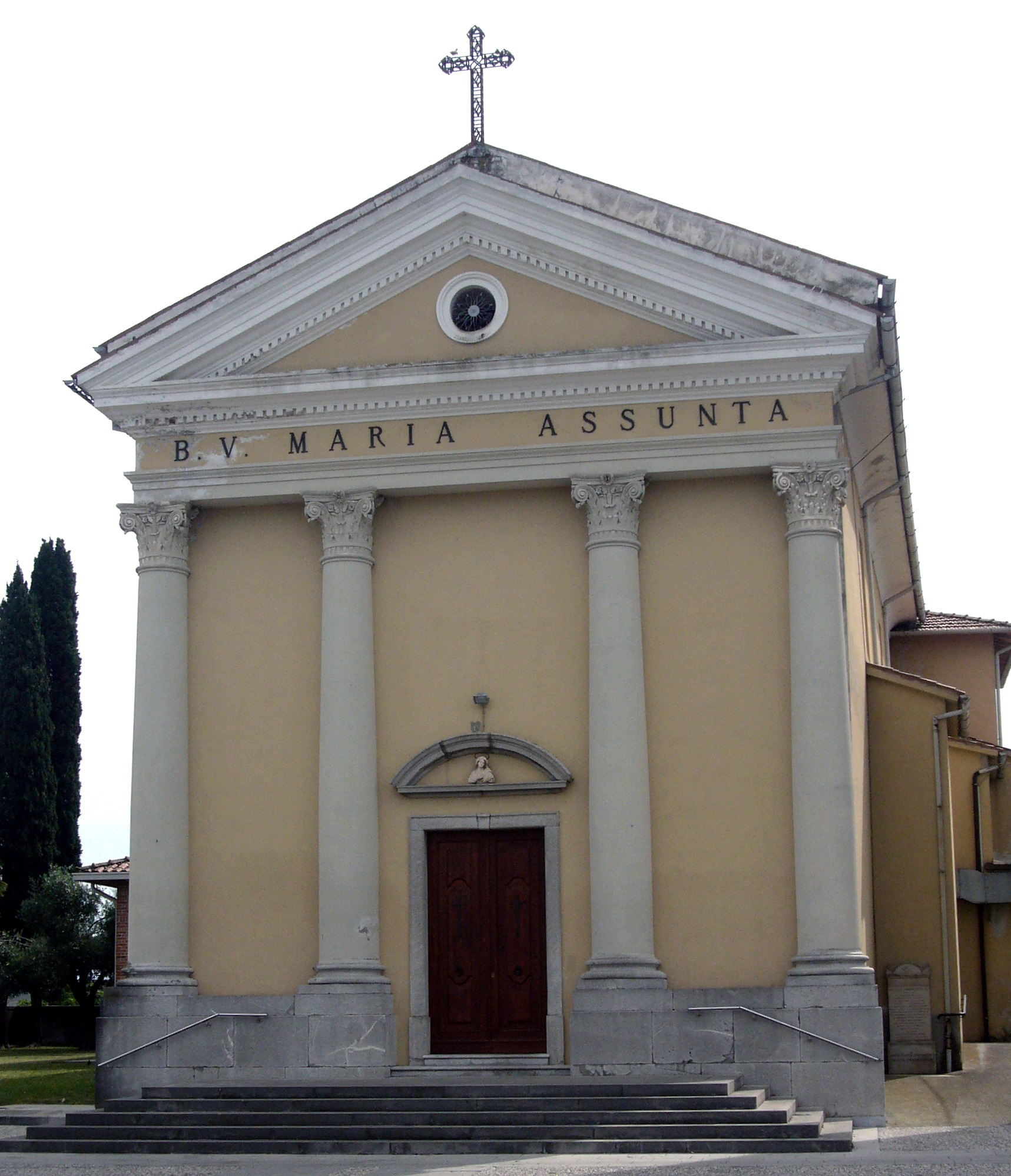
La facciata

### Facciata

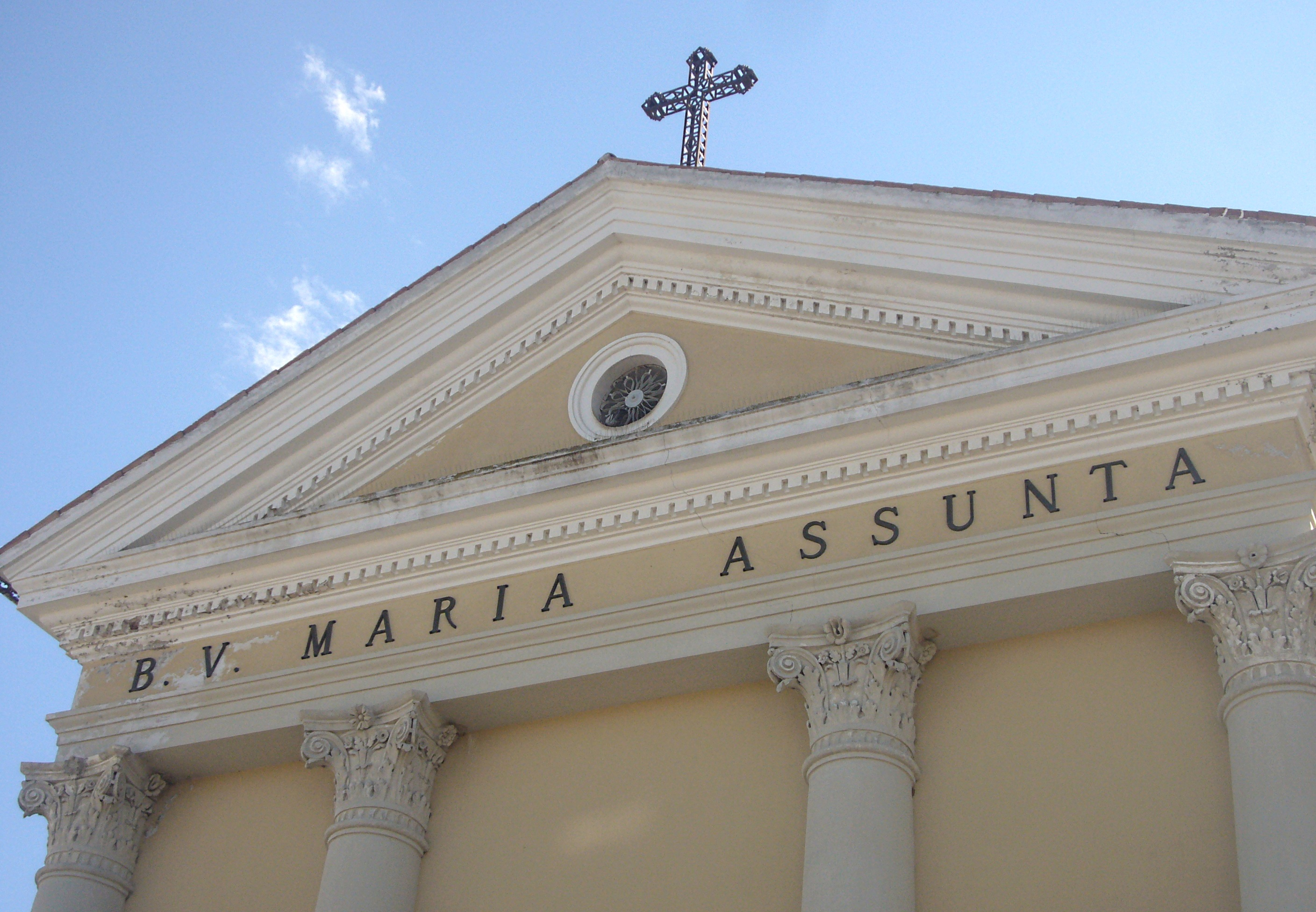
Particolare della facciata

La facciata è stata impreziosita nel secolo XIX da quattro colonne con capitelli compositi e timpano superiore.

### Interno
Le opere interessanti, presenti all'interno della chiesa, sono: un fonte battesimale (secolo XVI), l'altare barocco della Madonna del Rosario, una pala d'altare raffigurante la Madonna con Bambino, Sant'Apollonia e probabilmente i Santi Ermacora e Fortunato (fine secolo XVI) ed una preziosa tela con i Santi Giovanni Battista, Giuseppe e Giustina (secolo XVI). Il coro conserva i pregevoli stalli in legno di noce (secolo XVIII), mentre recente è il mosaico del catino absidale raffigurante l'Assunta, opera eseguita dalla Scuola di Spilimbergo su disegno di Ernesto Mitri (1907-1978).

### Campanile
Il campanile fu costruito nel 1914, su imitazione del ricostruito campanile della basilica cattedrale di Venezia. Nel 1919 vennero fuse tre campane dal fonditore udinese Francesco Broili, successivamente le due maggiori si creparono e vennero sostituite nel 1923. La piccola si crepò invece nel 1930 e fu sostituita sei anni dopo (nel 1936) dal fonditore Lucio Broili, figlio del Francesco che realizzò il concerto originale. Le campane attuali sono di un'unica fusione di Giovanni Battista De Poli di Udine del 1959, suonano a slancio friulano e sono intonate in Do3 maggiore.

### Canonica
A ridosso della chiesa è situata la Canonica, costruzione cinquecentesca, edificata sul perimetro della Centa. Sul fronte principale si trova un pregevole dipinto devozionale raffigurante la Natività (secolo XIX) con sottostante meridiana.